# Università Nazionale di Lomas de Zamora
L'Università Nazionale di Lomas de Zamora (in spagnolo: Universidad Nacional de Lomas de Zamora), acronimo UNLZ, è un'università pubblica argentina situata nella città di Lomas de Zamora, nella provincia di Buenos Aires.

## Storia
L'università è stata fondata il 13 ottobre 1972 all'interno del piano Taquini, una riforma governativa che prevedeva la creazione di nuovi atenei in tutta l'Argentina.

## Facoltà
L'università è suddivisa nelle seguenti facoltà:
- Agraria
- Economia
- Scienze sociali
- Giurisprudenza
- Ingegneria